# Leuvenheim
Leuvenheim est un village appartenant à la commune néerlandaise de Brummen. Le 1er janvier 2007, le village comptait 726 habitants.